# Campionati europei di ciclismo su pista 2023 - Corsa a eliminazione maschile
La corsa a eliminazione maschile ai Campionati europei di ciclismo su pista 2023 si svolse l'8 febbraio 2023 presso il Velodrome Suisse di Grenchen, in Svizzera.

## Risultati
| Pos. | Atleta                  | Nazione       |
| ---- | ----------------------- | ------------- |
| 1    | Tim Torn Teutenberg     | Germania      |
| 2    | Rui Oliveira            | Portogallo    |
| 3    | Philip Heijnen          | Paesi Bassi   |
| 4    | Donavan Grondin         | Francia       |
| 5    | Elia Viviani            | Italia        |
| 6    | Jules Hesters           | Belgio        |
| 7    | Tobias Hansen           | Danimarca     |
| 8    | Denis Rugovac           | Rep. Ceca     |
| 9    | Christos Volikakis      | Grecia        |
| 10   | Erik Martorell          | Spagna        |
| 11   | Valentyn Kabašnyj       | Ucraina       |
| 12   | Raphael Kokas           | Austria       |
| 13   | Rotem Tene              | Israele       |
| 14   | Fred Wright             | Gran Bretagna |
| 15   | Pavol Rovder            | Slovacchia    |
| 16   | Žygimantas Matuzevičius | Lituania      |
| 17   | Filip Prokopyszyn       | Polonia       |
| 18   | Dominik Bieler          | Svizzera      |
| 19   | Georgijs Nemilostivijs  | Lituania      |
| 20   | Musa Mikayilzade        | Azerbaigian   |